# بطولة ويمبلدون 2009
بطولة ويمبلدون ثالث البطولات الأربعة الكبرى , البطولة التي تقام على الأراضية العشبية , التي تقام سنوياً في لندن , إنجلترا , بدأت البطولة في 22 يونيو وبقيت حتى 5 يوليو من عام 2009.

## قائمة أسماء الفائزين باللقب لعام 2009

### فردي رجال
روجر فيدرير هزم  أندي روديك بنتيجة 5–7, 7–6(6), 7–6(5), 3–6, 16–14

### فردي سيدات
سيرينا ويليامز هزمت  فينوس ويليامز بنتيجة 7–6(3), 6–2

### زوجي رجال
دانيال نيستور /  نيناد زيمونيتش هزما  بوب براين /  مايك براين بنتيجة 7–6(7), 6–7(3), 7–6(3), 6–3

### زوجي سيدات
سيرينا ويليامز /  فينوس ويليامز هزمتا  سامانثا ستوسور /  رينا ستابس بنتيجة 7–6(4), 6–4

### زوجي مختلط
مارك نولز /  آنا لينا غرونفيلد هزما  ليندر بايس /  كارا بلاك بنيجة 7–5, 6–3